# Szanitter Dávid
Szanitter Dávid (Budapest, 1976. augusztus 14. –) magyar színművész, bábszínész.

## Életpályája
1991–1996 között a budapesti Móricz Zsigmond Ipari Szakközépiskolában tanult. 1996–1998 között a Nemzeti Színiakadémia tanulója volt. 1998–2002 között a Színház- és Filmművészeti Egyetem hallgatója volt. 2002-2024 között a Kolibri Színház tagja volt. Mellette vállal vendégszerepléseket is.

## Fontosabb színházi szerepei
- Szabó Borbála: Nincsenapám, Seanyám (Frici) – 2016/2017
- Jeli Viktória – Tasnádi István: Kettős:Játék (Wifiman, Dzsinn) – 2015/2016
- Herczeg Ferenc: Kék Róka (Sándor) – 2015/2016
- Lengyel Menyhért: Róza (Cséti Gábor) – 2014/2015
- Geoffrey Chaucer: Ez Van (Férfi, Diák, Gáspár, Szlemmer 1., Damien) – 2014/2015
- Tom Lycos – Stefo Nantsou: Kampókemp (Zack Gamble Parancsnok, Simon, Angus Apja) – 2013/2014
- Kiss Márton: Csöngő (Szereplő) – 2013/2014
- Jo Nesbo: Doktor Proktor, Avagy Támadnak A Holdkaméleonok (Jodolf (Tenoresen), Holdkaméleon) – 2013/2014
- Jan Sobrie – Geert Vandyck: Emlékezz Rám! (Szereplő) – 2013/2014
- Paul Gallico: Macska Voltam Londonban (Apa, Az Ezredes, Később Dempsey, Fekete Kandúr) – 2012/2013
- Háy János: Völgyhíd (Deda – 17-18 Éves Gimnazista, Péter Osztálytársa) – 2009/2010
- Létay Dóra: Szmájli (Rendező, Rendező) – 2009/2010
- Jaross Viktória: M.M. Avagy Mindent Magamról (Andy, Konferanszié) – 2008/2009
- Giulio Scarnacci – Renzo Tarabusi: Kaviár És Lencse (Roberto, Leonida Fia ) – 2008/2009
- Molière: George Dandin (Lubin ) – 2005/2006
- Sás – Más (Rendező) – 2004/2005
- Ragnhild Nilstun: Az Apuka, Aki Nem Talált Haza (Apuka) – 2004/2005
- Cristina Gottfridsson: Kirúgberúg (Borzas) – 2004/2005
- Tom Lycos – Stefo Nantsou: Kövek (Shy Boy) – 2003/2004
- Suzanne Osten – Per Lysander: Médea Gyermekei (Kicsijászon) – 2003/2004
- A Mi Fiunk (Owen ) – 2002/2003
- Marius Von Mayenburg: Paraziták (Petrik ) – 2002/2003
- Székely János: Caligula Helytartója (Lucius, Fiatal Római Nemes, Petronius Segédtisztje) – 2002/2003
- Ray Cooney: Páratlan Páros 2. (Gevin Smith) – 2001/2002
- Jevgenyij Svarc: A Király Meztelen (Érzelmi Miniszter ) – 2000/2001

## Filmes és televíziós szerepei
- Moszkva tér (2001)
- Sorstalanság (2005)
- 56 csepp vér (2007)
- Jóban Rosszban (2005-2008)